# Augusta van Reuss-Ebersdorf en Lobenstein

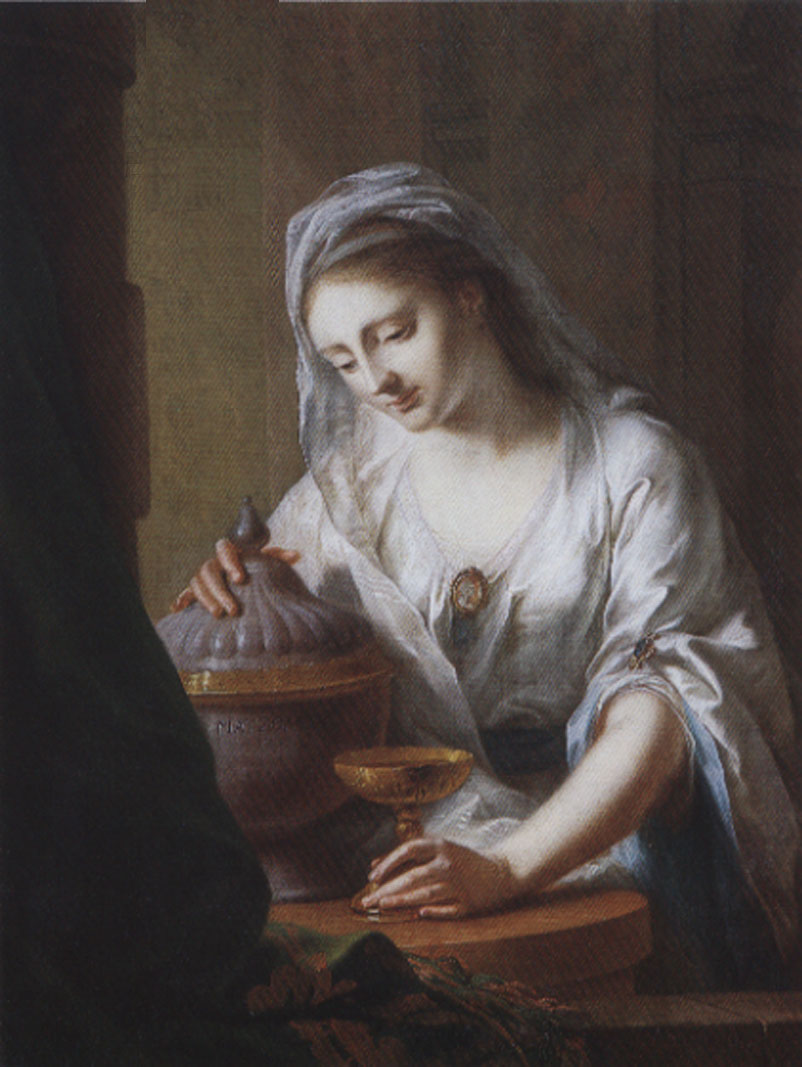
Augusta van Reuß-Ebersdorf en Lobenstein als Artemisia. In 1775 stond de achttienjarige gravin model voor deze allegorie van Johann Heinrich Tischbein de Oudere

Augusta van Reuss-Ebersdorf en Lobenstein (Ebersdorf, 19 januari 1757 — Coburg, 16 november 1831) was de dochter van Hendrik XXIV van Reuss-Ebersdorf (1724-1779) en zijn vrouw Caroline Ernestine van Erbach-Schönberg (1727-1796).
Ze gold als een van de mooiste vrouwen van haar tijd. Ze trouwde op 13 juni 1777 in Ebersdorf met Frans, hertog van Saksen-Coburg-Saalfeld, die kort daarvoor weduwnaar was geworden. Ze werd stammoeder van verschillende Europese vorstenhuizen. Het paar kreeg negen kinderen:
- Sophie (1778-1835), gehuwd met graaf Emanuel von Mensdorff-Pouilly
- Antoinette Ernestine Amalia (1779-1824), gehuwd met Alexander, jongere broer van Frederik I van Württemberg
- Juliana Henriette Ulrike (1781-1860), gehuwd met grootvorst Constantijn Pavlovitsj, broer van tsaar Alexander I; ze werd als Anna Fjodorovna een van de bekendste en meest legendarische vrouwen van haar tijd
- Ernst (1784-1844), hertog van Saksen-Coburg-Saalfeld, later van Saksen-Coburg en Gotha, vader van Britse Prins-gemaal Albert, de echtgenoot van diens nicht Victoria
- Ferdinand George August (1785-1851), vader van Ferdinand, door zijn huwelijk met Maria II koning van Portugal
- Marie Louise Victoria (1786-1861), huwde met Emich Karel van Leiningen en met Eduard August van Kent, en moeder van koningin Victoria
- Marianne Charlotte (1788-1794)
- Leopold (1790-1865), de eerste koning der Belgen
- Frans Maximilian Lodewijk  (1792-1793)

## Stammoeder koningshuizen
Hieronder een overzicht van haar verwantschappen met bijna alle koningshuizen in Europa.
- Augusta van Reuss-Ebersdorf en Lobenstein
  - Ferdinand
    - Koning Ferdinand van Portugal
    - August van Saksen-Coburg en Gotha
      - Ferdinand - koning of tsaar van Bulgarije

  - Leopold I - koning van België
    - Leopold II - koning van België
      - Stefanie - kroonprinses Oostenrijk-Hongarije

    - Filips - prins in België
      - Albert I - koning van België
        - Marie José - koningin van Italië

    - Charlotte - keizerin van Mexico

  - Victoria van Saksen-Coburg-Saalfeld
    - Feodora van Leiningen
      - Adelheid van Hohenlohe-Langenburg
        - Augusta Victoria - keizerin van Duitsland
          - Victoria Louise - hertogin van Brunswijk-Lüneburg
            - Frederika - koningin van Griekenland
              - Sophia - koningin van Spanje

        - Caroline Mathilde van Sleeswijk-Holstein-Sonderburg-Augustenburg
          - Victoria Adelheid van Sleeswijk-Holstein-Sonderburg-Glücksburg
            - Sybilla van Saksen-Coburg en Gotha
              - Karel XVI Gustaaf - koning van Zweden

    - Koningin Victoria van Groot-Brittannië
      - Victoria - keizerin van Duitsland
      - Edward - koning van Engeland
        - Maud - koningin van Noorwegen

      - Arthur van Connaught en Strathearn
        - Margaretha - kroonprinses van Zweden
          - Ingrid - koningin van Denemarken

      - Beatrice van Saksen-Coburg en Gotha
        - Victoria Eugénie - koningin van Spanje

      - Alfred van Saksen-Coburg en Gotha
        - Marie - koningin van Roemenië
          - Elizabeth - koningin van Griekenland
          - Marie - koningin van Joegoslavië

      - Alice van Saksen-Coburg en Gotha
        - Alexandra Fjodorovna - tsarina van Rusland

## Voorouders
| Voorouders van Augusta van Reuss-Ebersdorf en Lobenstein | Voorouders van Augusta van Reuss-Ebersdorf en Lobenstein                                                | Voorouders van Augusta van Reuss-Ebersdorf en Lobenstein                                                | Voorouders van Augusta van Reuss-Ebersdorf en Lobenstein                                                | Voorouders van Augusta van Reuss-Ebersdorf en Lobenstein                                                | Voorouders van Augusta van Reuss-Ebersdorf en Lobenstein                                                          | Voorouders van Augusta van Reuss-Ebersdorf en Lobenstein                                                          | Voorouders van Augusta van Reuss-Ebersdorf en Lobenstein                                                | Voorouders van Augusta van Reuss-Ebersdorf en Lobenstein                                                |
| -------------------------------------------------------- | --- | --- | --- | --- | --- | --- | --- | --- |
| Overgrootouders                                          | Hendrik X van Reuss-Ebersdorf (1662–1711) ∞ 1694 Erdmuthe Benigna van Solms-Laubach (1670-1732)         | Hendrik X van Reuss-Ebersdorf (1662–1711) ∞ 1694 Erdmuthe Benigna van Solms-Laubach (1670-1732)         | Wolfgang Dietrich van Castell-Castell (1641-1709) ∞ Dorothea Renata van Zinzendorf (1669-1743)          | Wolfgang Dietrich van Castell-Castell (1641-1709) ∞ Dorothea Renata van Zinzendorf (1669-1743)          | Georg Albrecht II van Erbach-Schönberg (1648-1717) ∞ Anna Dorothea Christine van Hohenlohe-Waldenburg (1656-1724) | Georg Albrecht II van Erbach-Schönberg (1648-1717) ∞ Anna Dorothea Christine van Hohenlohe-Waldenburg (1656-1724) | Ludwig Christian van Stolberg-Gedern (1652-1710) ∞ Christine van Mecklenburg-Güstrow (1663-1749)        | Ludwig Christian van Stolberg-Gedern (1652-1710) ∞ Christine van Mecklenburg-Güstrow (1663-1749)        |
| Grootouders                                              | Hendrik XXIX van Reuss-Ebersdorf (1699-1749) ∞ Sophie Theodora van Castell-Remlingen (1703-1777)        | Hendrik XXIX van Reuss-Ebersdorf (1699-1749) ∞ Sophie Theodora van Castell-Remlingen (1703-1777)        | Hendrik XXIX van Reuss-Ebersdorf (1699-1749) ∞ Sophie Theodora van Castell-Remlingen (1703-1777)        | Hendrik XXIX van Reuss-Ebersdorf (1699-1749) ∞ Sophie Theodora van Castell-Remlingen (1703-1777)        | Georg August van Erbach-Schönberg (1691-1758) ∞ Ferdinande Henriette van Stolberg-Gedern (1699–1750)              | Georg August van Erbach-Schönberg (1691-1758) ∞ Ferdinande Henriette van Stolberg-Gedern (1699–1750)              | Georg August van Erbach-Schönberg (1691-1758) ∞ Ferdinande Henriette van Stolberg-Gedern (1699–1750)    | Georg August van Erbach-Schönberg (1691-1758) ∞ Ferdinande Henriette van Stolberg-Gedern (1699–1750)    |
| Ouders                                                   | Hendrik XXIV van Reuss-Ebersdorf (1724-1779) ∞ 1754 Caroline Ernestine van Erbach-Schönberg (1727-1796) | Hendrik XXIV van Reuss-Ebersdorf (1724-1779) ∞ 1754 Caroline Ernestine van Erbach-Schönberg (1727-1796) | Hendrik XXIV van Reuss-Ebersdorf (1724-1779) ∞ 1754 Caroline Ernestine van Erbach-Schönberg (1727-1796) | Hendrik XXIV van Reuss-Ebersdorf (1724-1779) ∞ 1754 Caroline Ernestine van Erbach-Schönberg (1727-1796) | Hendrik XXIV van Reuss-Ebersdorf (1724-1779) ∞ 1754 Caroline Ernestine van Erbach-Schönberg (1727-1796)           | Hendrik XXIV van Reuss-Ebersdorf (1724-1779) ∞ 1754 Caroline Ernestine van Erbach-Schönberg (1727-1796)           | Hendrik XXIV van Reuss-Ebersdorf (1724-1779) ∞ 1754 Caroline Ernestine van Erbach-Schönberg (1727-1796) | Hendrik XXIV van Reuss-Ebersdorf (1724-1779) ∞ 1754 Caroline Ernestine van Erbach-Schönberg (1727-1796) |
| Augusta van Reuss-Ebersdorf en Lobenstein (1757-1831)    | | | | | | | | |